# 羅蘭多·阿羅霍
羅蘭多·阿羅霍（英語：Luis Rolando Arrojo Avila，1968年7月18日—），古巴籍前美國職棒大聯盟右投手，主要擔任先發投手，投球和打擊的慣用手都是右手。他曾經在大聯盟打了5個球季；從1998年至2002年，分別效力於坦帕灣魔鬼魚、科羅拉多洛磯和波士頓紅襪隊。

## 古巴時代
阿羅霍自古巴國家棒球系列賽的比亞克拉拉橘子隊打響名號，目前他仍然是觸身球的生涯紀錄保持人。比亞克拉拉隊締造1993、1994和1995年三連霸期間，阿羅霍是球隊陣中的王牌投手。他也是1992年巴塞隆納奧運，古巴棒球代表隊奪得金牌的成員之一。

## 大聯盟生涯

### 坦帕灣魔鬼魚
1996年亞特蘭大奧運前夕，阿羅霍自古巴國家代表隊叛逃。1997年4月21日，他與坦帕灣魔鬼魚隊簽約；這是亞利桑那響尾蛇與魔鬼魚隊透過美國職棒大聯盟擴揙正式創立的前一年，兩隊被允許從該年開始維持自己的小聯盟系統。
1998年4月1日，32歲的阿羅霍首度升上大聯盟；先發上場面對底特律老虎隊，投出6局失掉4分、三振6次的表現，被打出8支安打和投出1次四壞球保送，並順利拿下勝投。4月30日與5月6日，他連續2場先發都完投9局無失分，拿下完封勝；分別以2比0險勝明尼蘇達雙城隊，以及5比0擊敗堪薩斯市皇家隊。阿羅霍在新創立的魔鬼魚隊立即引起轟動，並成為該隊首位入選全明星賽的球員。他在新人球季出賽32場，202局的投球中繳出14勝12敗、防禦率3.56、三振152次的優異成績，但也送出全大聯盟最多的19次觸身球；傑出的表現名列美國聯盟年度最佳新人獎票選第2名。魔鬼魚隊則以63勝99敗，在美國聯盟墊底。
然而在1999年球季，隨著各支球隊和打者對阿羅霍更加熟悉，以及所出現的健康問題（正如評論家表示，這些健康問題源自於阿羅霍沒有妥善調整身體狀態和拒絕遵從教練的指示），導致他的壓制力開始下滑，甚至無力解決左打者，面對左打者的被打擊率高達3成13。這個球季，阿羅霍在140又2/3局的投球中，繳出7勝12敗、防禦率5.18、三振107次的成績。球季結束後，魔鬼魚隊將他和內野手亞倫·萊德斯馬交易到科羅拉多洛磯隊，換取三壘手維尼·卡斯蒂利亞。

### 科羅拉多洛磯
交易到洛磯隊後，阿羅霍的投球狀況依然不理想。2000年7月27日，洛磯隊將他和投手里奇·克羅雪爾、二壘手麥克·蘭辛及現金交易到波士頓紅襪隊，換取二壘手傑夫·弗萊、投手布萊恩·羅斯和投手約翰·瓦斯丁。他在洛磯隊總計出賽19場，繳出5勝9敗、防禦率6.04的成績。

### 波士頓紅襪
來到紅襪隊後，阿羅霍在先發投手輪值表中度過剩餘的比賽，但成效不彰，僅繳出5勝2敗、防禦率5.05的成績。接下來的2個球季，他的角色定位由固定先發轉為先發、後援兩頭跑，並取得一定的成功；2001、2002年球季合計出賽70場，繳出9勝7敗7中繼6救援、防禦率4.14、三振129次的成績。2002年球季結束後，阿羅霍沒有與紅襪隊續約，而成為自由球員。
2003年1月15日，匹茲堡海盜隊與阿羅霍簽約；4月1日，他遭到海盜隊釋出。5月7日，阿羅霍又與紐約洋基隊簽約，效力於小聯盟3A的哥倫布快艇隊，但只出賽4場就結束他的大聯盟生涯。

## 職棒生涯成績
| 年度 | 球隊 | 勝場 | 敗場 | 防禦率 | 場次 | 先發 | 完投 | 完封 | 中繼 | 救援 | 局數  | 被安打 | 被全壘打 | 四壞 | 奪三振 | WHIP |
| 1998 | TBD  | 14   | 12   | 3.56   | 32   | 32   | 2    | 2    | 0    | 0    | 202.0 | 195    | 21       | 65   | 152    | 1.29 |
| 1999 | TBD  | 7    | 12   | 5.18   | 24   | 24   | 2    | 0    | 0    | 0    | 140.2 | 162    | 23       | 60   | 107    | 1.58 |
| 2000 | COL  | 5    | 9    | 6.04   | 19   | 19   | 0    | 0    | 0    | 0    | 101.1 | 120    | 14       | 46   | 80     | 1.64 |
| 2000 | BOS  | 5    | 2    | 5.05   | 13   | 13   | 0    | 0    | 0    | 0    | 71.1  | 67     | 10       | 22   | 44     | 1.25 |
| 2000 | 合計 | 10   | 11   | 5.63   | 32   | 32   | 0    | 0    | 0    | 0    | 172.2 | 187    | 24       | 68   | 124    | 1.48 |
| 2001 | BOS  | 5    | 4    | 3.48   | 41   | 9    | 0    | 0    | 3    | 5    | 103.1 | 88     | 8        | 35   | 78     | 1.19 |
| 2002 | BOS  | 4    | 3    | 4.98   | 29   | 8    | 0    | 0    | 4    | 1    | 81.1  | 83     | 7        | 27   | 51     | 1.35 |
| 5年  | 5年  | 40   | 42   | 4.55   | 158  | 105  | 4    | 2    | 7    | 6    | 700.0 | 715    | 83       | 255  | 512    | 1.39 |

## 外部連結
- 球員資訊和成績在MLB ，ESPN ，Retrosheet ，Baseball Reference ，Baseball Reference (Minors) ，Fangraphs ，The Baseball Cube （英文）